# Třída Charlemagne
Třída Charlemagne byla třída predreadnoughtů francouzského námořnictva. Celkem byly postaveny tři jednotky této třídy. Ve službě byly v letech 1899–1920. Účastnily se první světové války. Ve válce byla jedna potopena. Byly to první francouzské bitevní lodě mající hlavní výzbroj ve dvoudělových věžích.

## Stavba
Tři jednotky této třídy postavily v letech 1894–1900 francouzské loděnice Arsenal de Brest v Brestu a Arsenal de Lorient v Lorientu.
Jednotky třídy Charlemagne:
| Jméno       | Loděnice           | Založení kýlu     | Spuštěna       | Vstup do služby | Poznámka |
| ----------- | ------------------ | ----------------- | -------------- | --------------- | --- |
| Charlemagne | Arsenal de Brest   | 14. července 1894 | 17. října 1895 | prosinec 1899   | Vyřazena 1920. |
| Saint Louis | Arsenal de Lorient | březen 1895       | 9. září 1896   | září 1900       | Od roku 1919 cviční loď, od roku 1920 hulk. Sešrotována 1933. |
| Gaulois     | Arsenal de Brest   | leden 1896        | 8. října 1896  | prosinec 1899   | Dne 18. března 1915 vážně poškozena osmanskou dělostřelbou u Gallipoli a musela se zachránit najetím na mělčinu. Dne 27. prosince 1916 v Egejském moři (80 mil od ostrova Milos) potopena torpédem německé ponorky SM UB 47. |

## Konstrukce

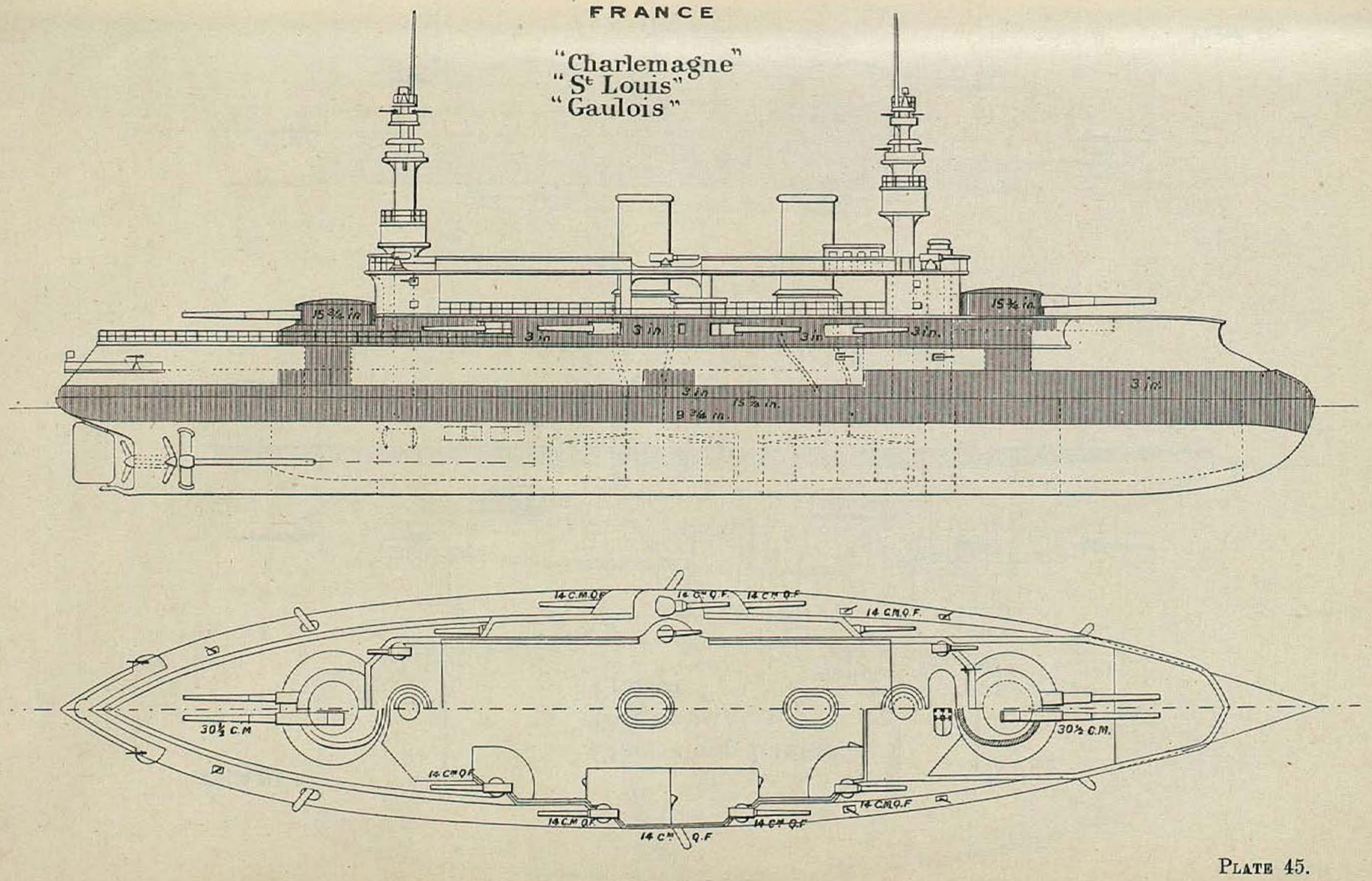
Základní uspořádání třídy

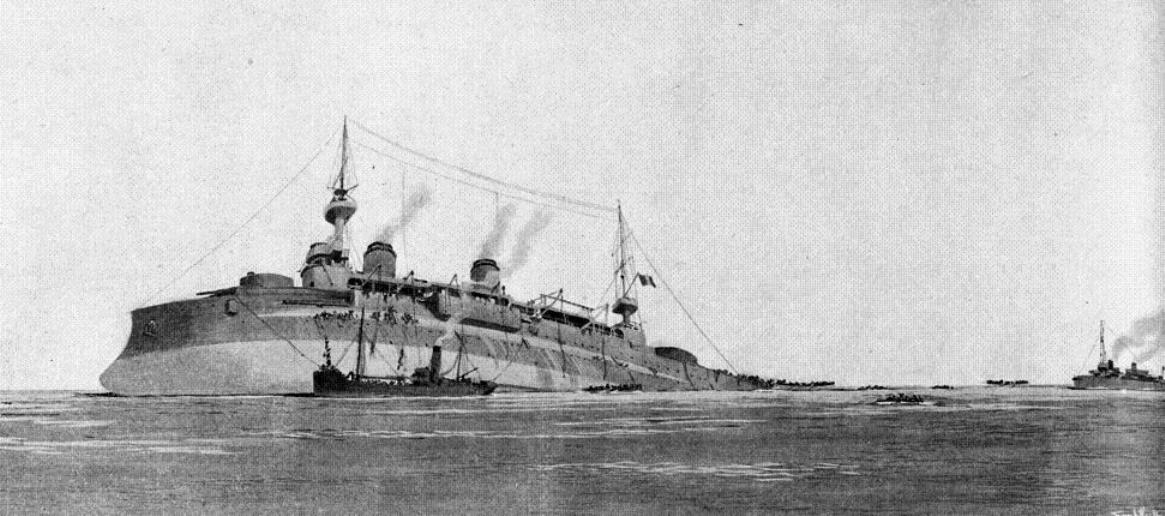
Potápějící se Gaulois

Hlavní výzbroj tvořily čtyři 305mm kanóny umístěné ve dvoudělových věžích na přídi a na zádi. Sekundární výzbroj představovalo deset 139mm kanónů, z nich bylo osm v kasematách a dva v postavených krytých štíty. Lehkou výzbroj představovalo osm 100mm kanónů, dvacet 47mm kanónů a čtyři 37mm kanóny. Výzbroj doplňovaly čtyři 457mm torpédomety. Část lehké výzbroje byla umístěna na bojových stěžních. Pohonný systém tvořilo 20 kotlů Belleville a tři parní stroje o výkonu 15 000 hp, které poháněly tři lodní šrouby. Nejvyšší rychlost dosahovala 18 uzlů. Dosah byl 4200 námořních mil při 10 uzlech.